# Bengaleza

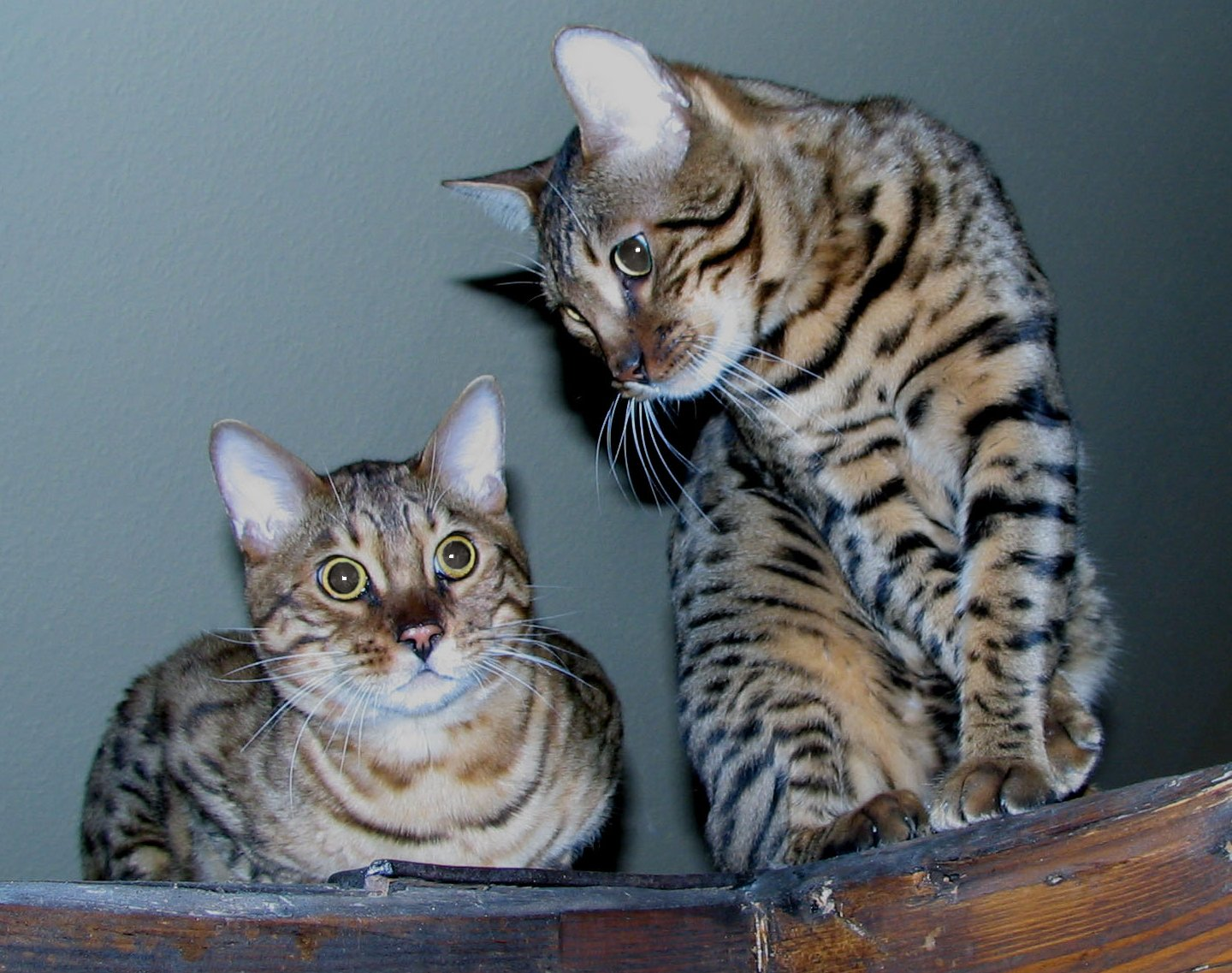
Două pisici bengaleze

Bengaleza este numele unei rase de pisici obținute prin încrucișarea pisicii domestice cu pisica leopard (Prionailurus bengalensis), realizată în 1963 în Statele Unite.

## Caracteristici

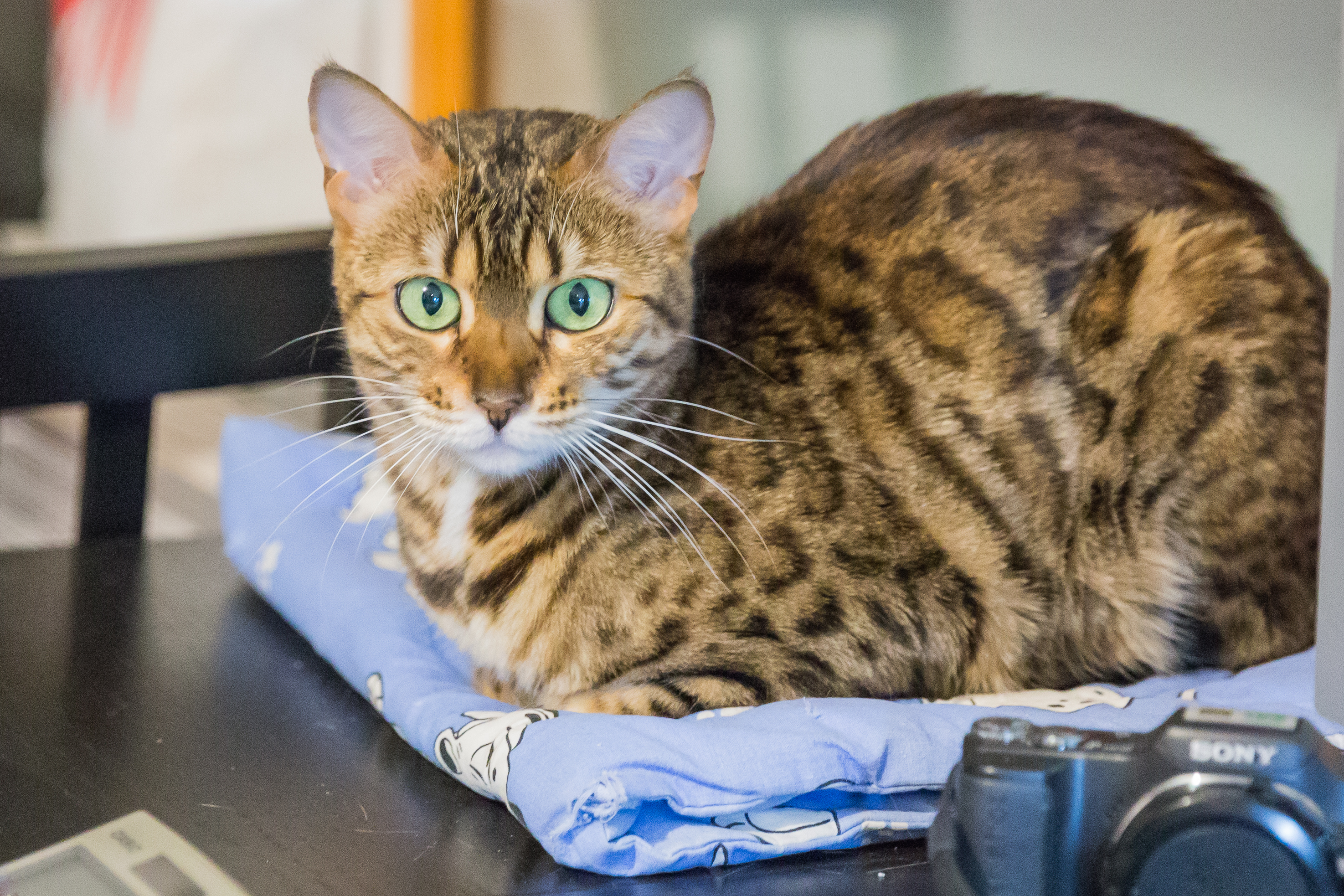

Corpul acestei feline este lung și solid, constituit din oase robuste, niciodată delicată, cu mușchi puternici. Fălcile sale sunt late, cu contur rotunjit, și formează un bot masiv și lat, cu mustăți mari, proeminente, și pomeți înalți, pronunțați, cu nas mare și lat, pielea nasului fiind ușor încrețită; nasul are o ușoară curbură concavă. În schimb, urechile au dimensiuni relativ mici spre medii, fiind scurte, cu o bază lată și vârfuri rotunjite; sunt la fel de depărtate de partea laterală, cât și de vârful capului. În ceea ce privește ochii, aceștia au o formă ovală, putând fi ușor migdalați; de asemenea, sunt mari și foarte depărtați. O altă caracteristică a ochilor este și culoarea: albaștri pentru pisicile care seamănă cu linxul și azurii (albastru-verzui) pentru cele tigrate de culoare sepia sau cele care au blana maro.
Corpul se termină cu o coadă groasă, ascuțită spre capăt, cu vârful rotunjit, în timp ce blana este scurtă spre mediu, cu firul gros, deasă și neobișnuit de moale la atingere. Culoarea blănii poate fi cafeniu tigrat, linx pătat, sepia tigrată / maro tigrată.